# Matra Djet
Pour les articles homonymes, voir Jet.
La Djet est une voiture de sport biplace apparue en 1962. Initialement développée et produite à 198 exemplaires par le constructeur d'automobile de sport français René Bonnet, elle est ensuite fabriquée par Matra Sports à 1 495 exemplaires de 1964 à 1968.

## René-Bonnet Djet, versions à 1 à 4 (1962 - 1964)
Dans les années 1950 et années 1960, les DB (Deutsch-Bonnet) de course et coupés sport DB coach et DB Le Mans créées par Charles Deutsch et René Bonnet remportent de nombreuses victoires en compétition automobile, en particulier aux 24 Heures du Mans, au Rallye automobile Monte-Carlo, aux 12 Heures de Sebring. Après leur séparation en 1961, Charles Deutsch continue de collaborer avec Panhard et crée la marque Panhard CD, tandis que René Bonnet créé sa marque Automobiles René Bonnet & Cie, alliée à Chappe et Gessalin, et à Renault Gordini. Il conçoit ses René Bonnet Missile, et Le Mans, puis la Djet, qui est un prototype à moteur central arrière, engagé aux 24 Heures du Mans 1962 et finira 17ème bien que privée de sa 4ème vitesse à huit heures de la fin de course. Cette position centrale du moteur (derrière le pilote) était d'avant-garde à l'époque, puisque cette année-là au Mans seule la Ferrari Dino SP utilisait la même structure. Bonnet alignera ses voitures -  barquettes et berlinettes à moteur Renault Gordini - dans de nombreuses  compétitions, entre autres Targa Florio, 6 Heures du Nürburgring 1962, 12 Heures de Sebring 1962, 1963, 1964, victorieuse dans sa catégorie aux 24 Heures du Mans 1963... 

René-Bonnet Djet de 1962
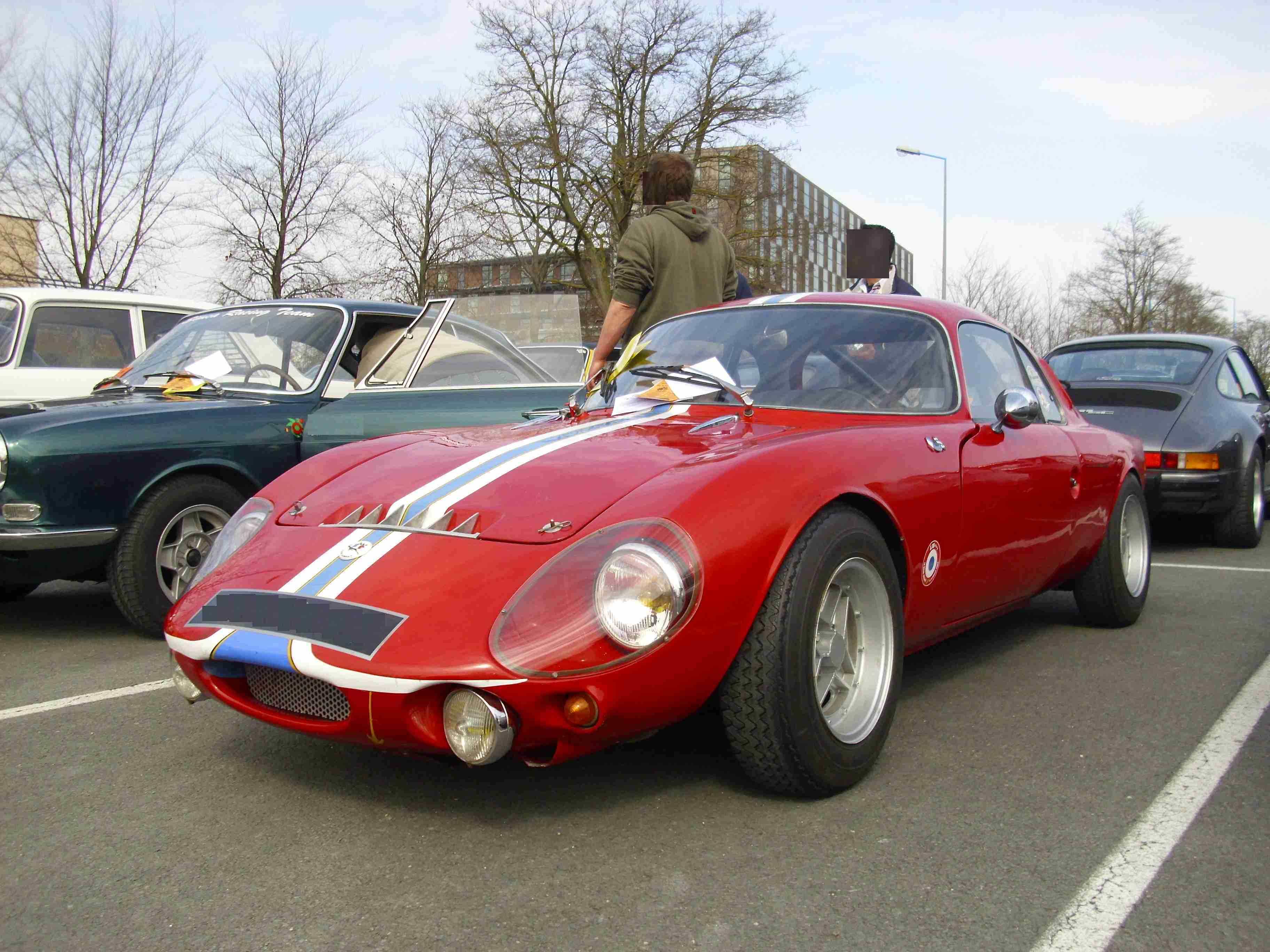
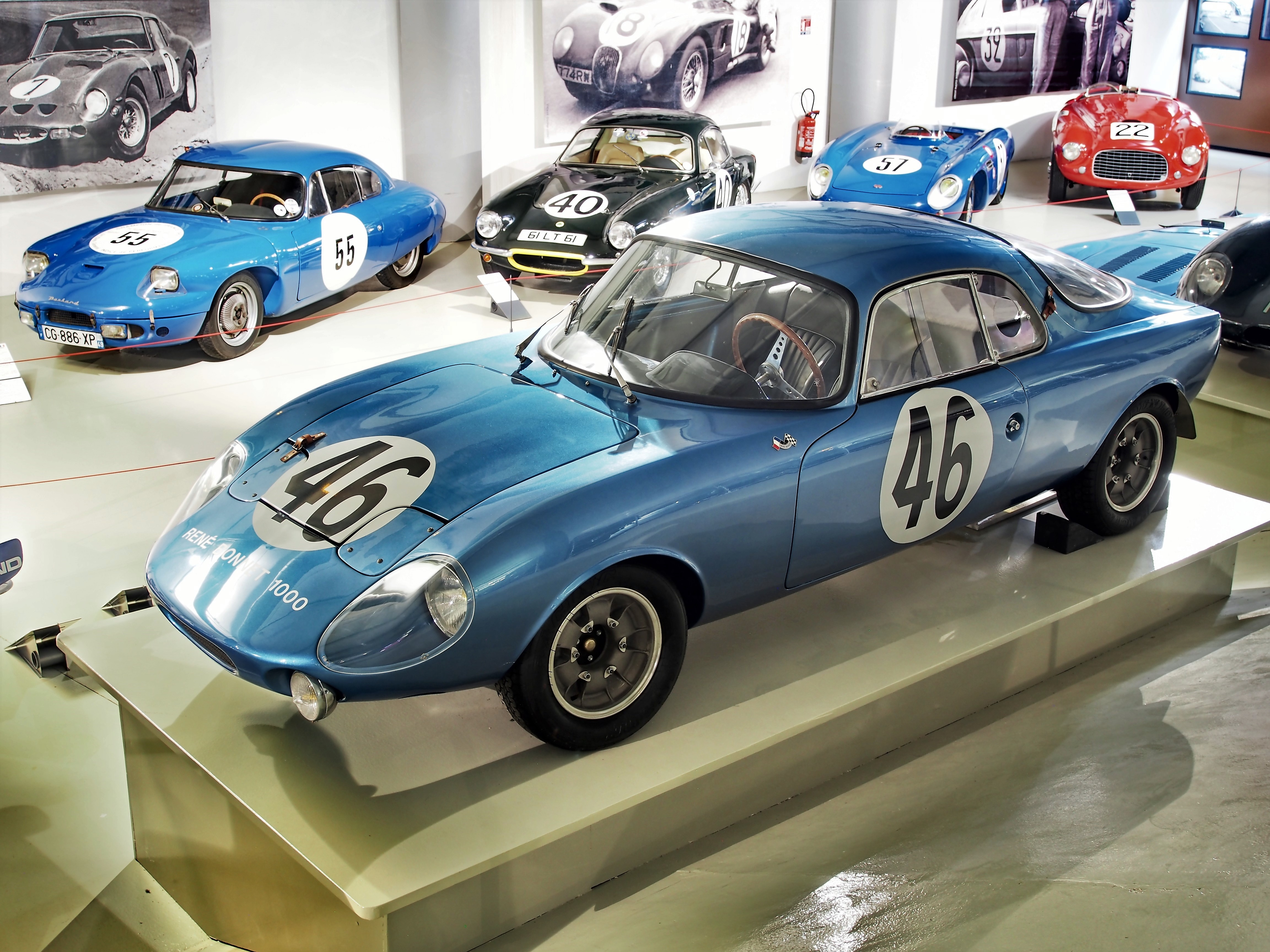
Musée des 24 Heures du Mans
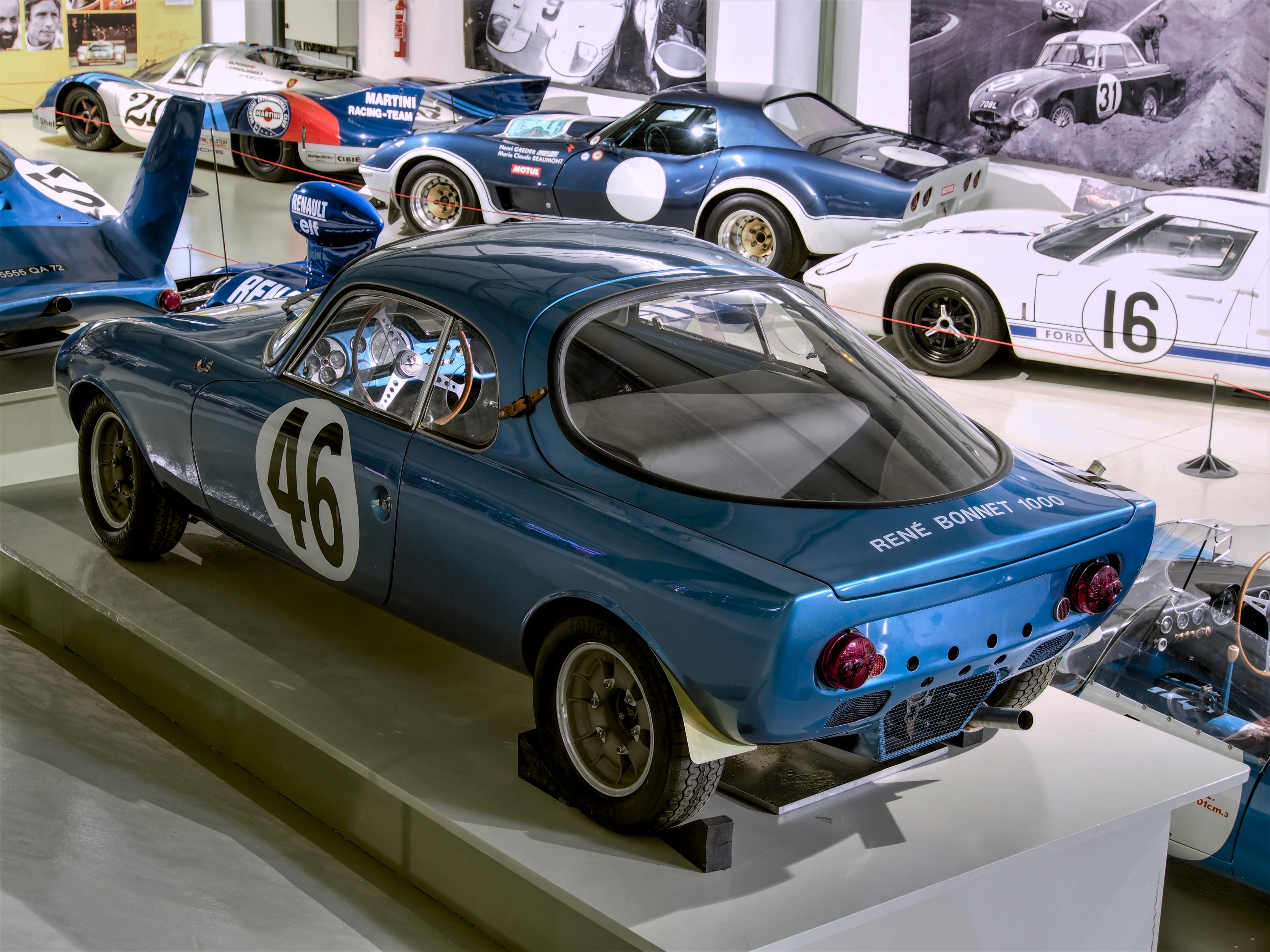

En 1962 René-Bonnet expose au salon automobile de Paris sa version routière de la berlinette des 24 heures du Mans. À cet effet, la Djet conçu par l'ingénieur en chef Jacques Hubert autour d'un ensemble moteur-boîte de vitesses de Renault Estafette placé en position centrale arrière, perd son treillis tubulaire sophistiqué (squelette de tubes) pour un châssis-poutre plus facile à fabriquer. La carrosserie monocoque est toujours en polyester stratifié. 
La Djet fut la première voiture de route de l'Histoire utilisant la structure des voitures de compétition à moteur central-arrière (placé derrière le pilote et devant le train arrière). Cette conception a été reprise ensuite par la majorité des voitures très sportives, par exemple  la De Tomaso Vallelunga (1964), la Lotus Europe (1965) la Lamborghini Miura (1966) ou la Dino 246 GT proposée par Ferrari en 1968.    

René-Bonnet et Matra-Bonnet Aérodjet
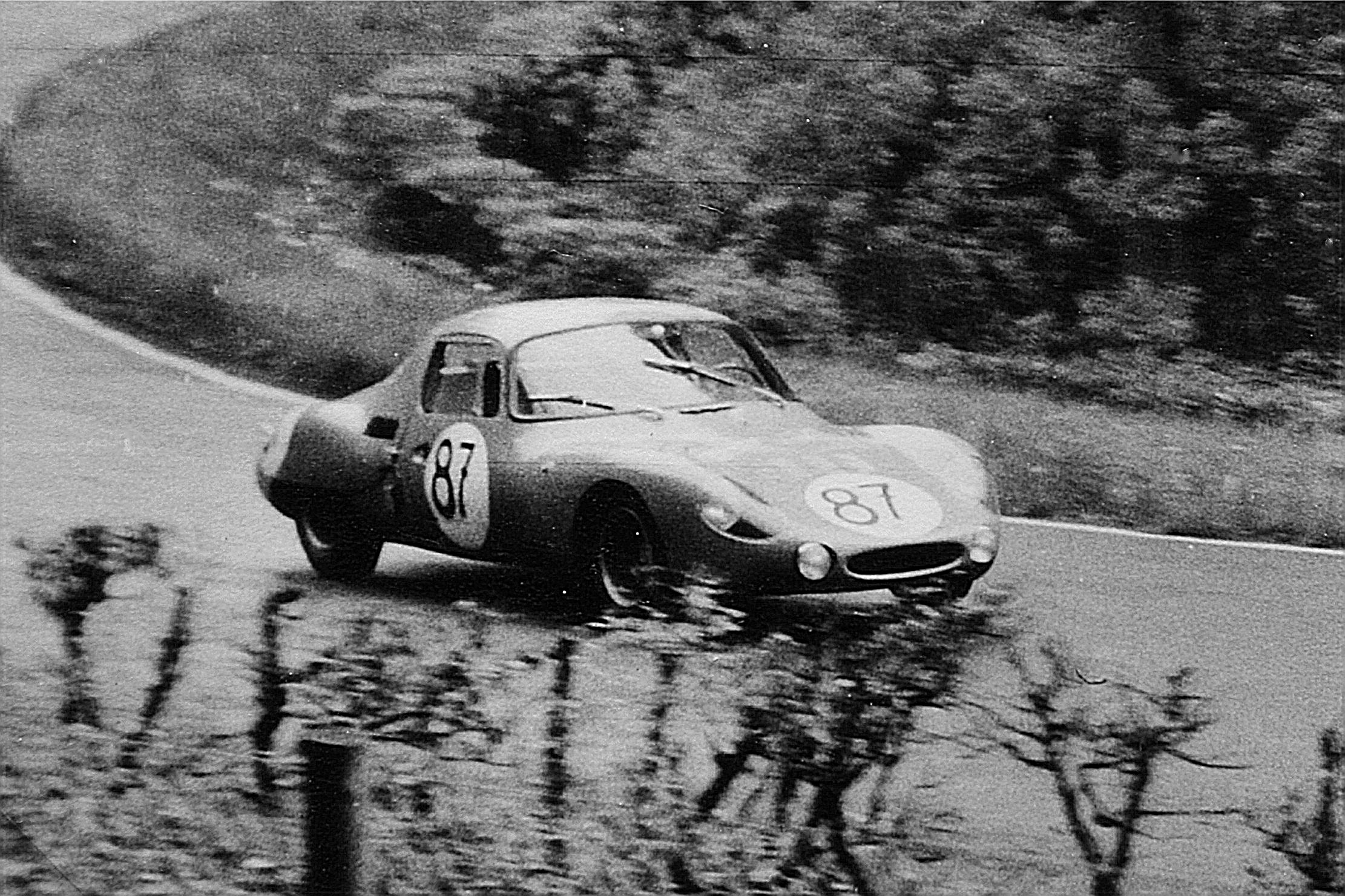
Jean Vinatier au Grand Prix automobile d'Allemagne 1963
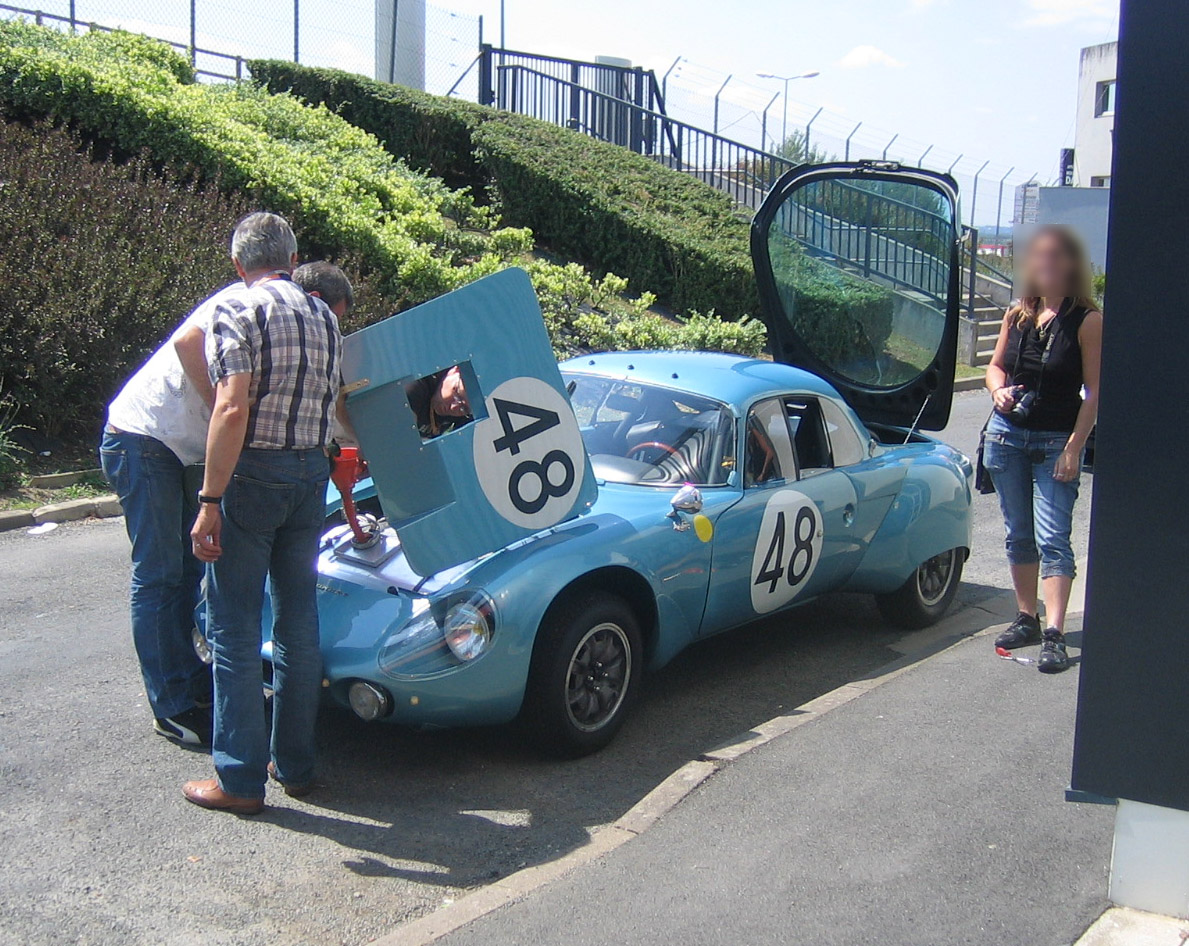
René Bonnet Aérodjet des 24 Heures du Mans 1964

- 1962 : René Bonnet Djet et Aérodjet (à moteur Renault Gordini 4 cyl 2 ACT 996 cm3, 90 ch)
- 1963 : René Bonnet Djet
  - Version 1 : moteur 1 108 cm3, 70 ch et châssis-poutre
  - Version 2 : moteur 1 108 cm3, 80 ch à culasse hémisphérique ou 996 cm3, 82 ch à 2 ACT et châssis-poutre
  - Version 3 : moteur 1 108 cm3, 80 ch à culasse hémisphérique et treillis tubulaire
  - Version 4 (compétition) : moteur 996 cm3, 100 ch à 2 A.C.T. et treillis tubulaire

## Matra Sports Djet  (rebaptisée Jet en 1966), versions 5 et 6 (1964 - 1968)
En 1964, Matra Sports (principal partenaire et actionnaire, fabriquant des carrosseries de Djet en fibre de verre dans son usine de  Romorantin en Loir-et-Cher, reprend René Bonnet mis en faillite par l'échec commercial de cette Djet, et poursuit la conception et commercialisation des versions 5 et 6.

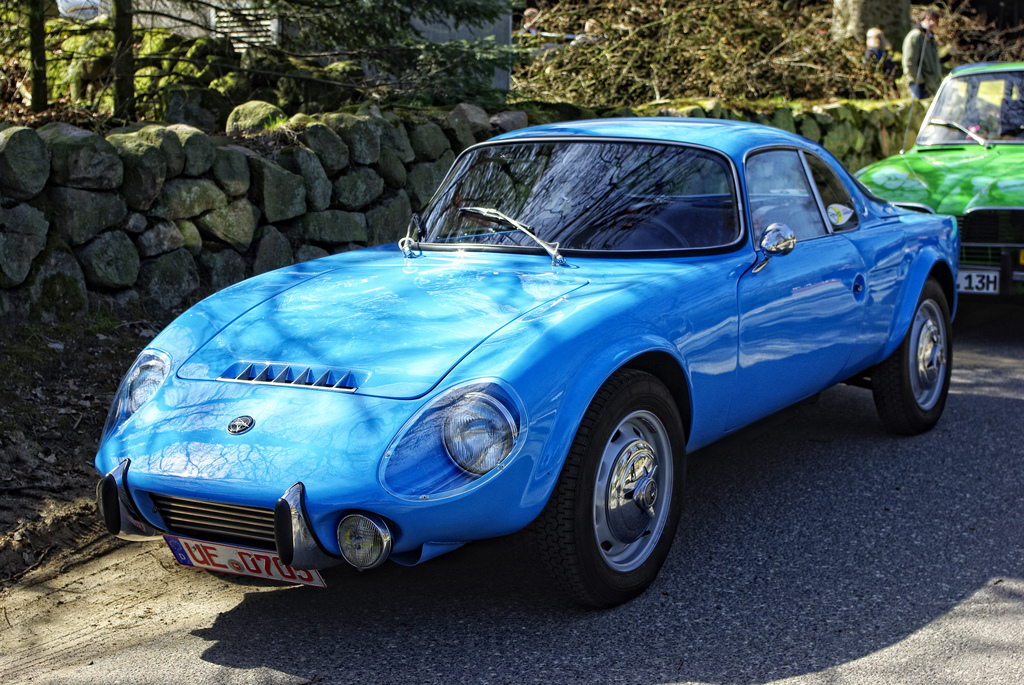
Matra-Bonnet Djet
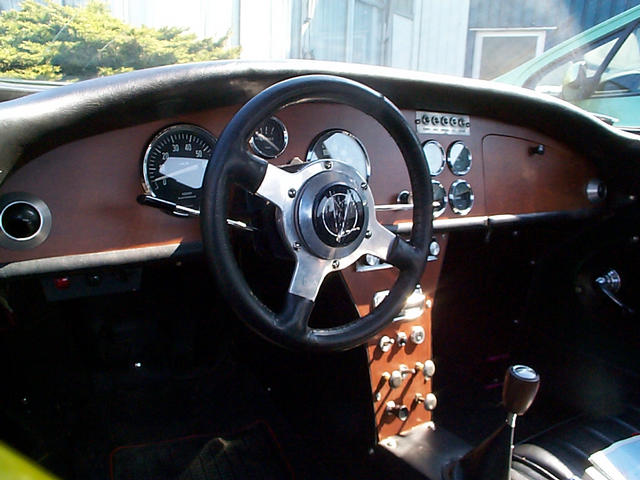
Matra Bonnet Djet V
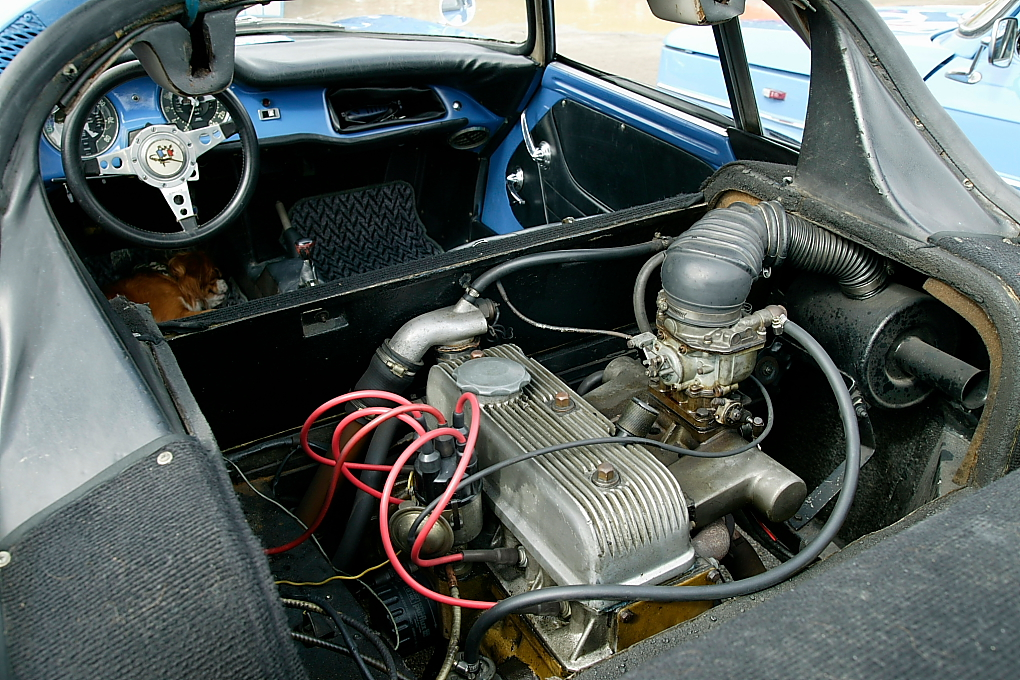
Moteur de la Djet V S

La carrosserie de la Djet V est modifiée avec une prise d'air avant rectangulaire et agrandie, un coffre à bagages plus vaste grâce à l'allongement du porte-à-faux arrière de 40 cm, des passages de roues arrière agrandis, un hayon arrière ouvrant d'arrière en avant (sens inversé), des butoirs arrière verticaux remplacés par un pare-chocs horizontal et des feux arrière de Simca 1300 / 1500 au lieu des feux ronds de poids-lourd. Elle est motorisée par un moteur Cléon-Fonte Renault Sport Alpine Gordini à 5 paliers, avec deux puissances disponibles : 1 108 cm3 de 70 ch pour la Djet V, et 1 108 cm3 de 94 ch à culasse hémisphérique de Renault 8 Gordini pour la Djet V S.
- 1965 : Matra-Bonnet Djet V (à moteur Renault 1 108 cm3, 70 ch) et Djet V S (moteur de Renault 8 Gordini de 1 108 cm3, de 95 ch créé par Amédée Gordini)
- 1966 : Matra-Bonnet Djet V, et Djet V S (mêmes motorisations que ci-dessus), et Djet VI (à moteur Gordini 1 255 cm3)
- 1967 : Matra-Sports Jet 5, Jet 5 S, et Jet 6 (à moteur Renault Gordini 1 255 cm3)

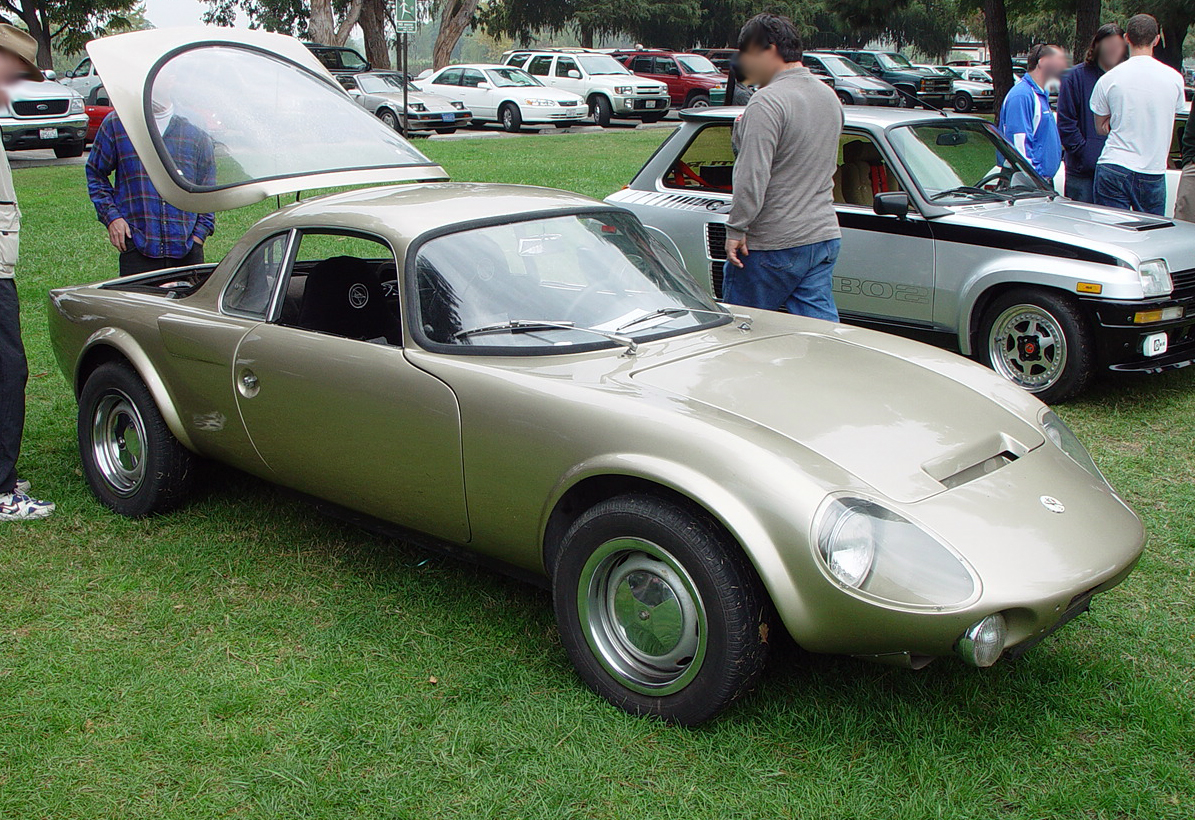
Matra-Bonnet Djet V S
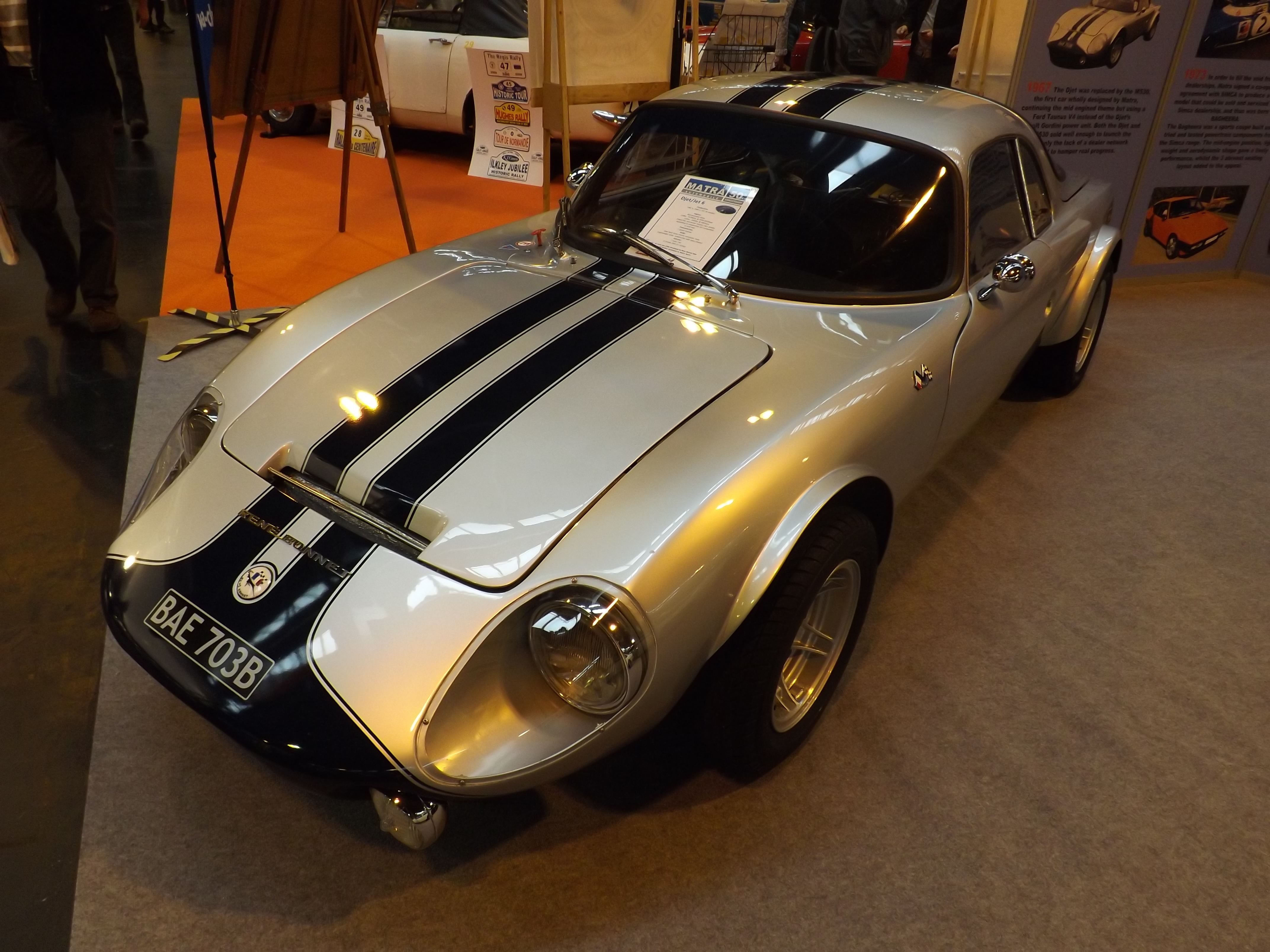
Matra Sports Jet 6
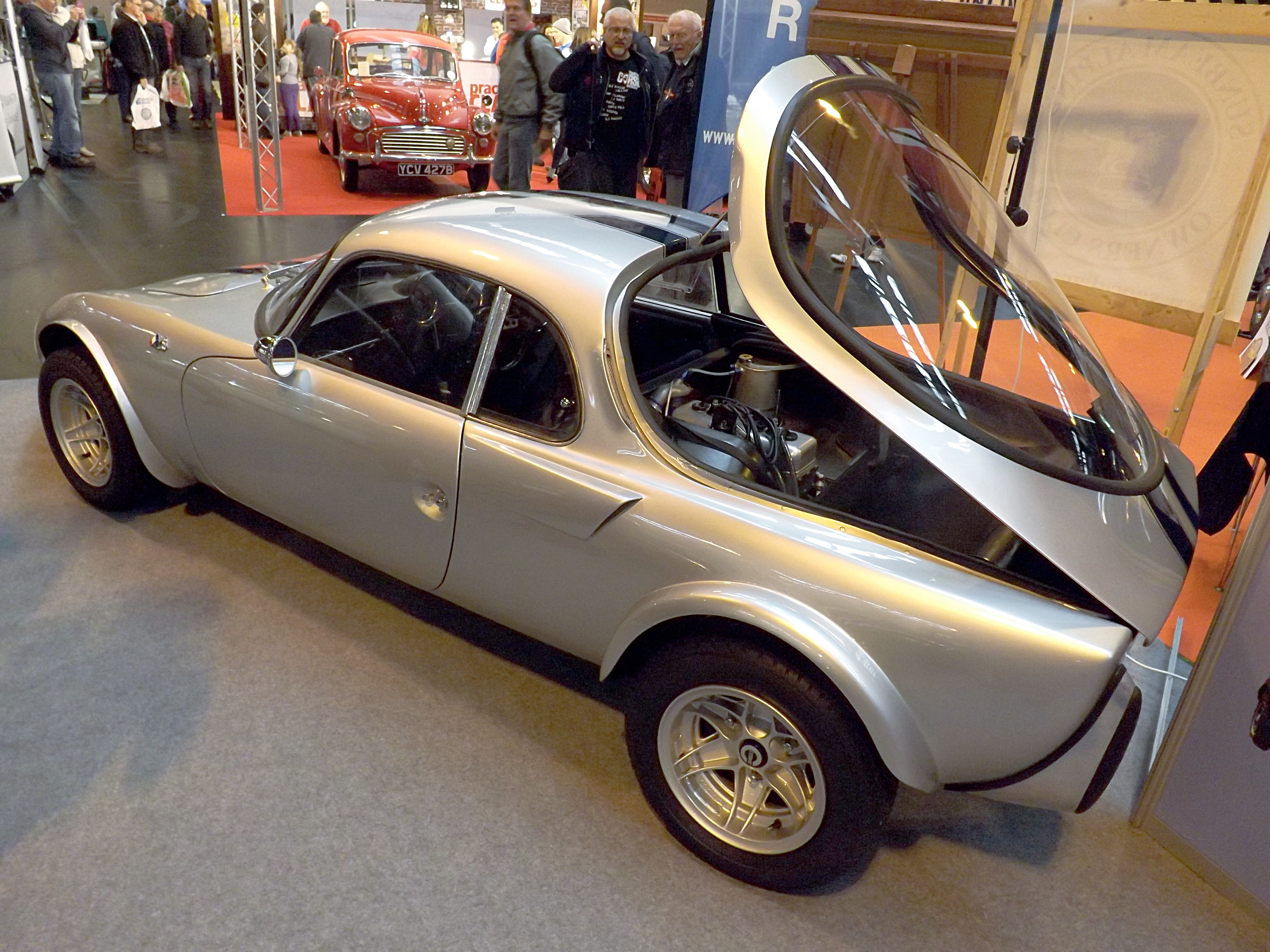
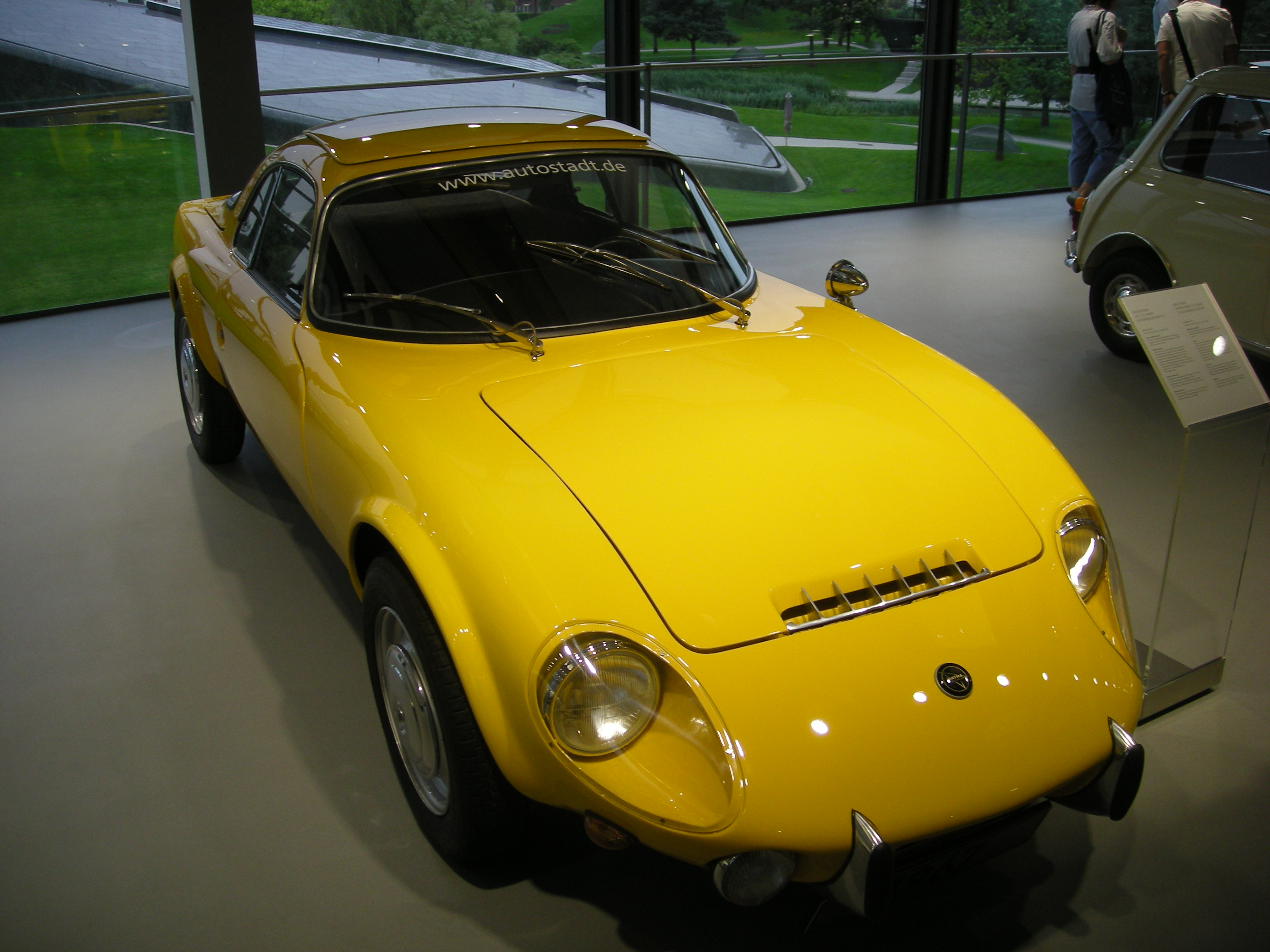
Matra Sports Jet 6
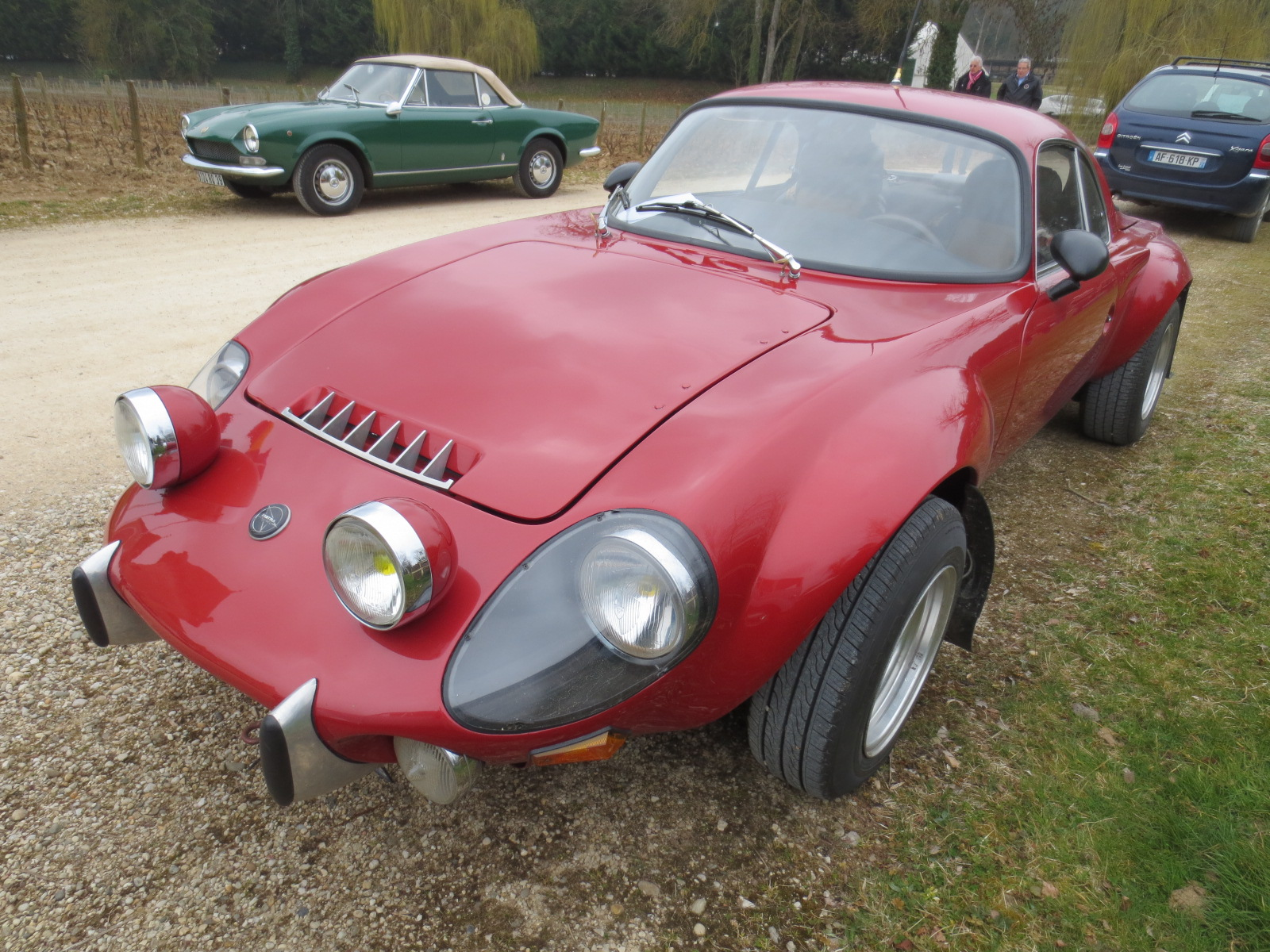
Matra Sports Djet ZS
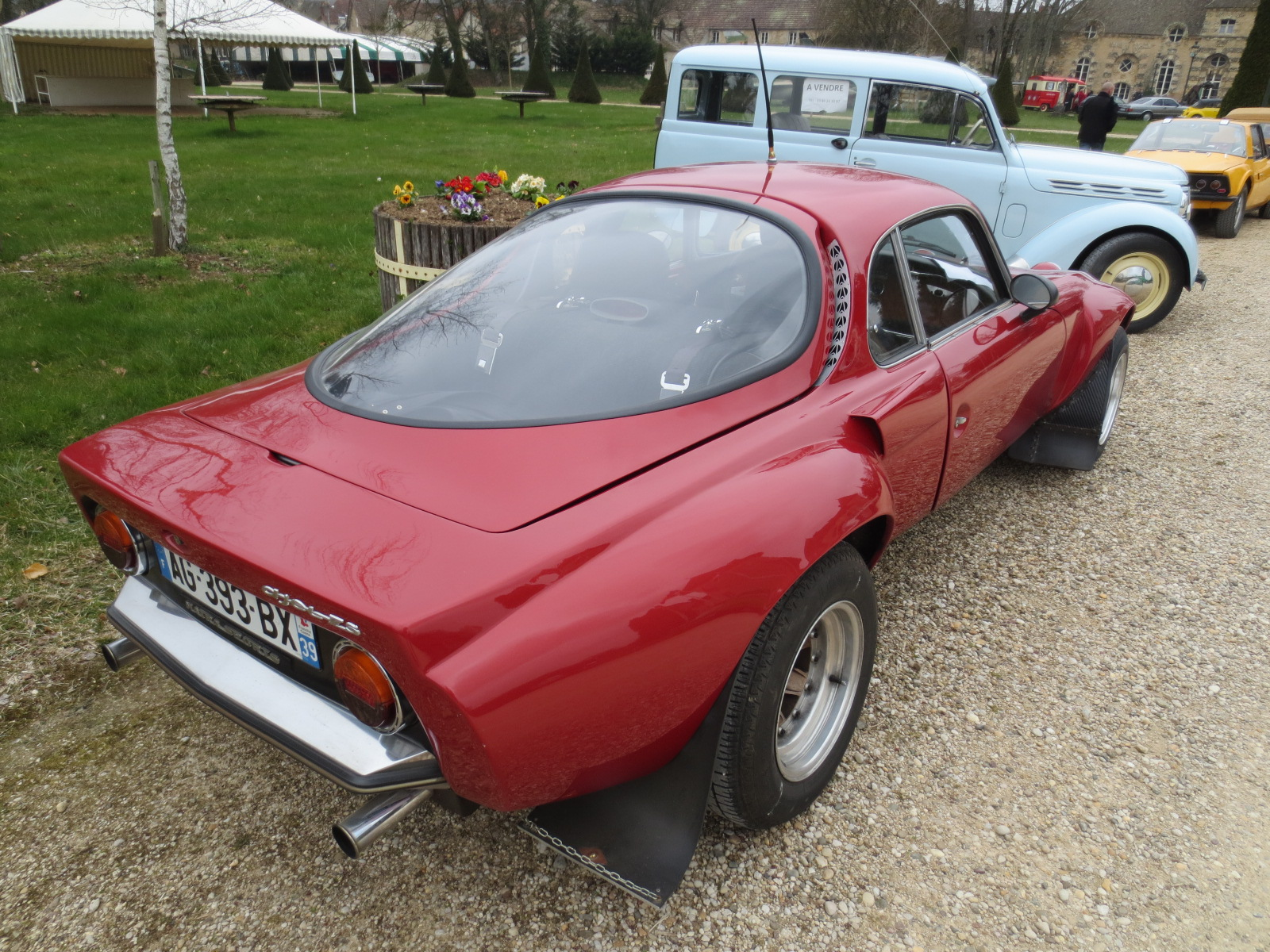

En juillet 1966, les Matra-Bonnet Djet V et Djet V S sont rebaptisées « Matra-Sports Jet 5 » et « Matra Sports Jet 6 » par abandon du nom Bonnet et du D de Djet à la suite de la liquidation de la société Automobiles Bonnet et la fin des accords qui la liaient à Matra Sports. Le logo « Matra Sports » est apposé sur le capot et la face arrière. La Jet 6 est motorisée par un moteur de Renault 8 Gordini 1300 de 1 255 cm3 de 105 ch SAE pour 210 km/h. Contrairement à la Renault, la boîte de vitesses conserve 4 rapports. Une version Luxe est reconnaissable à son pare-chocs avant, sa planche de bord et à son volant à jante bois.
La technologie perfectionnée de la Djet à son lancement (treillis tubulaire, suspensions triangulées avant et arrière, 4 freins à disques) a été entre autres la cause d'un prix de vente élevé (elle est vendue plus cher qu'une Alpine A110 concurrente). Sa version Aérodjet avec roues arrière carénées pour la compétition, engagée aux 24 Heures du Mans 1963 et 1964 a remporté peu de compétitions. Concurrente entre autres des Renault 8 Gordini, Alpine A110, Lotus Elite 14, Lotus Seven, Lotus Europa, CG 1000, CG 1200 S, Jidé...., elle est remplacée par les Matra 530 en 1967, Matra-Simca Bagheera en 1973, et Talbot-Matra Murena en 1980. La Matra Djet est à l'origine de Matra Sports  et de son succès en compétition automobile : entre autres Champion du Monde de Formule 1 en 1969 avec ses Matra MS80 pilotée par Jackie Stewart, et triple vainqueur aux 24 Heures du Mans 1972, 1973, et 1974 avec Henri Pescarolo, Graham Hill, Gérard Larrousse sur Matra Simca MS670...

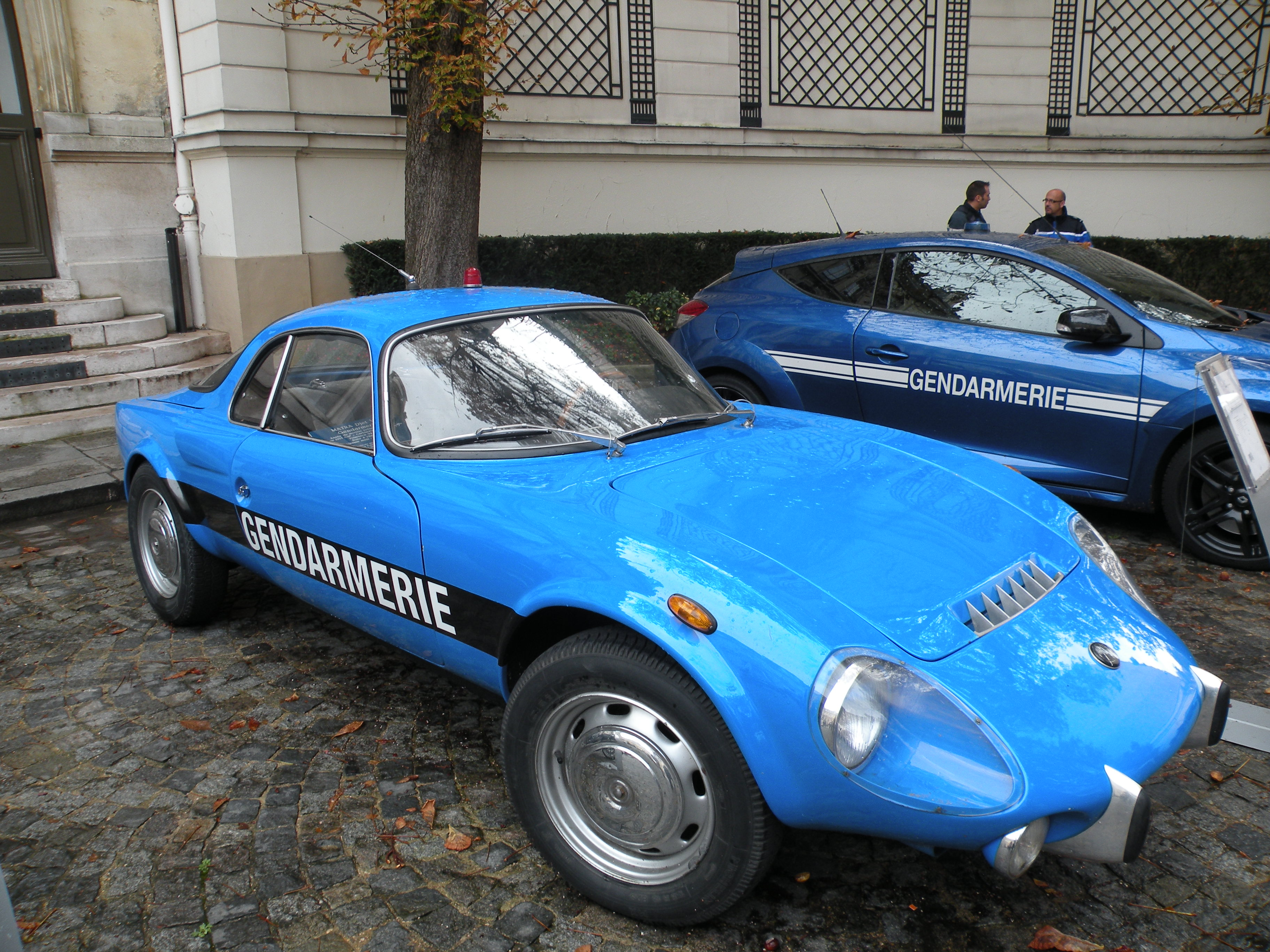
Véhicule rapide d'intervention de l'escadron départemental de sécurité routière (à l'Hôtel de Beauvau du Ministère de l'Intérieur)

## Anecdotes
- en 1965, Matra offre (pour son image de marque internationale) une Matra-Bonnet Djet au cosmonaute Héros de l'Union soviétique Youri Gagarine (1934-1968, premier homme de l'histoire de l'humanité à effectuer un vol spatial lors de la mission Vostok 1 du 12 avril 1961)[4],[5] lors de sa visite ultra médiatisée en France des usines aérospatiales Matra, et Renault de Flins. Il s'agissait d'une Matra-Bonnet Djet 5, qui vit sa production s'arrêter la même année où Youri décéda dans un accident. Il est à noter que l'usage de cette voiture étrangère dans les mains d'un « héros soviétique » posa quelques problèmes en URSS, surtout qu'elle conservait son immatriculation française : 3915WW275 (F). Longtemps conservée par la femme de Youri, celle-ci a revendu la voiture à un collectionneur lituanien[6].
- entre 1966 et 1970, l'escadron départemental de sécurité routière en utilise trois, à titre de véhicules rapides d'intervention, en version 94 ch pour 195 km/h de vitesse de pointe. Malcomodes d'utilisation, elles sont rapidement remplacées par des Alpine A110[7].